# Kudakrumiinae
Kudakrumiinae (лат.) — подсемейство ос-немок (Бархатные муравьи, Velvet ants) из семейства Mutillidae отряда Перепончатокрылые насекомые, или триба Kudakrumiini в составе в Myrmosinae.

## Описание
Глаза в коротких волосках. Лобные кили не развиты. Стридуляционный аппарат развит слабо. Второй сегмент брюшка без опушенных бороздок на боках тергита и стернита. Глазки у самок не развиты. Коготки самок без зубцов.

## Классификация
Около 20 видов, 6 родов. Голарктика. Индомалайская зона. Ископаемый род Protomutilla Bischoff, 1916 известен из Балтийского янтаря. В 2017 году группа рассматривалась как триба в составе подсемейства Kudakrumiini в составе в Myrmosinae. В 2023 году было предложено снова повысить статус группы до отдельного подсемейства Kudakrumiinae в составе отдельного семейства Myrmosidae (как сестринское к Sapygidae).
- Kudakrumia Krombein, 1979
- Leiomyrmosa Wasbauer, 1963
- Myrmosula Bradley, 1917
- Nothomyrmosa Krombein, 1979
- Protomutilla Bischoff, 1916
- Pseudomyrmosa Suárez, 1980